# Алмус
Вижте пояснителната страница за други значения на Алмус.
Алмус е римски кастел и пътна станция, разположен в близост до Лом, при вливането на река Лом в река Дунав.

## История
Алмус е разположен на Крайдунавския път и начална точка на локалния път Алмус — Сердика. Предполага се, че е имало речно пристанище обслужващо, както военния флот, така и търговски кораби. Укреплението е издигнато в началото на II век. При управлението на Диоклециан и Константин Велики се извършва активна строителна дейност. В средата на V век Алмус е превзет от хуните, предвождани от Емнецур и Улциндур.

## Проучвания
За формата и големината на крепостта за първи път дава сведения Феликс Каниц, който посещава през 1864 г. и описва Алмус. В края на XIX век подробни описания на Алмус правят Димитър Маринов в непубликуваната си монография „История на град Лом и Ломска околия“ и Константин Иречек. През 1925 г. в Лом е основано археологическо дружество „Almus“.

## Градоустройство
Алмус предтавлява квадрат с четири кръгли ъглови кули. Крепостната стена е изградена от речни камъни, споени с бял варов разтвор. Разкрити са водоснабдителни съоръжения. Има два водопровода — глинен и оловен. В Алмус няма данни за занаятчийско производство, което се дължи на близостта му до Рациария. Благодарение на речното пристанище се е развивала търговията.
Некрополът на Алмус е разположен под болницата на Лом. Изграден е от граден от тухли гроб, зидан засводен гроб и саркофази. Използвани са и двата обреда - кремация и инхумация.

## Други
На Алмус е наречена улица в квартал „Надежда III“ в София (Карта).